# Енріке Кубас
Енріке Мануель Кубас Іпанаке (ісп. Enrique Manuel Cubas Ypanaque; нар. 21 березня 1974) — перуанський борець вільного та греко-римського стилів, дворазовий чемпіон Південної Америки, срібний призер Панамериканських ігор з греко-римської боротьби, учасник Олімпійських ігор у змаганнях з вільної боротьби.

## Життєпис
Боротьбою почав займатися з 1987 року. У 2001 році став бронзовим призером чемпіонату світу серед кадетів. У 2002 році здобув срібну медаль чемпіонату Європи серед юніорів.
Виступав за спортивний клуб «Орландо Очоа» Ліма. Тренер — Франциско Рамос.
Після завершення спортивної кар'єри зосередився на тренерській роботі. Тренував зокрема чемпіона Південної Америки, чемпіона Панамериканських чемпіонату, срібного призера Панамериканських ігор та учасника Олімпійських ігор Сіксто Барреру.

## Спортивні результати на міжнародних змаганнях

### Виступи на Олімпіадах
| Змагання                    | Збірна | Вагова категорія          | Місце |
| --------------------------- | ------ | ------------------------- | ----- |
| Літні Олімпійські ігри 1996 | Перу   | вільна боротьба, до 62 кг | 14    |

### Виступи на Чемпіонатах світу
| Змагання                        | Збірна | Вагова категорія                 | Місце |
| ------------------------------- | ------ | -------------------------------- | ----- |
| Чемпіонат світу з боротьби 2001 | Перу   | вільна боротьба, до 69 кг        | 25    |
| Чемпіонат світу з боротьби 2001 | Перу   | греко-римська боротьба, до 69 кг | 24    |
| Чемпіонат світу з боротьби 2007 | Перу   | вільна боротьба, до 74 кг        | 32    |

### Виступи на Панамериканських чемпіонатах
| Змагання                                   | Збірна | Вагова категорія                 | Місце |
| ------------------------------------------ | ------ | -------------------------------- | ----- |
| Панамериканський чемпіонат з боротьби 1984 | Перу   | греко-римська боротьба, до 62 кг | 4     |
| Панамериканський чемпіонат з боротьби 1994 | Перу   | греко-римська боротьба, до 62 кг | 4     |
| Панамериканський чемпіонат з боротьби 1998 | Перу   | греко-римська боротьба, до 63 кг | 4     |
| Панамериканський чемпіонат з боротьби 2000 | Перу   | греко-римська боротьба, до 69 кг | 8     |
| Панамериканський чемпіонат з боротьби 2002 | Перу   | греко-римська боротьба, до 66 кг | 5     |

### Виступи на Панамериканських іграх
| Змагання                  | Збірна | Вагова категорія                 | Місце  |
| ------------------------- | ------ | -------------------------------- | ------ |
| Панамериканські ігри 1995 | Перу   | вільна боротьба, до 62 кг        | 6      |
| Панамериканські ігри 1995 | Перу   | греко-римська боротьба, до 62 кг | 5      |
| Панамериканські ігри 1999 | Перу   | греко-римська боротьба, до 63 кг | Срібло |

### Виступи на Чемпіонатах Південної Америки
| Змагання                                    | Збірна | Вагова категорія                 | Місце  |
| ------------------------------------------- | ------ | -------------------------------- | ------ |
| Чемпіонат Південної Америки з боротьби 1992 | Перу   | греко-римська боротьба, до 62 кг | Золото |
| Чемпіонат Південної Америки з боротьби 1993 | Перу   | греко-римська боротьба, до 62 кг | Золото |

### Виступи на інших змаганнях
| Змагання                                                             | Збірна | Вагова категорія                 | Місце |
| -------------------------------------------------------------------- | ------ | -------------------------------- | ----- |
| Панамериканський Олімпійський кваліфікаційний турнір з боротьби 1996 | Перу   | греко-римська боротьба, до 62 кг | 6     |
| Панамериканський Олімпійський кваліфікаційний турнір з боротьби 1996 | Перу   | вільна боротьба, до 62 кг        | 4     |
| Олімпійський кваліфікаційний турнір з боротьби 2004 (Новий Сад)      | Перу   | греко-римська боротьба, до 66 кг | 32    |
| Олімпійський кваліфікаційний турнір з боротьби 2004 (Ташкент)        | Перу   | греко-римська боротьба, до 66 кг | 15    |

### Виступи на змаганнях молодших вікових груп
| Змагання                                      | Збірна | Вагова категорія          | Місце |
| --------------------------------------------- | ------ | ------------------------- | ----- |
| Чемпіонат світу з боротьби серед юніорів 1992 | Перу   | вільна боротьба, до 63 кг | 7     |